# Burg Schell-Pyrmont
Die Burg Schell-Pyrmont, heute Schellenburg genannt, ist der Rest einer Höhenburg bei 305 m ü. NN auf dem Schellenberg bei der Stadt Bad Pyrmont im Landkreis Hameln-Pyrmont in Niedersachsen.

## Geschichte
Die Grafschaft Pyrmont entstand spätestens 1184 in Folge der Absetzung Heinrichs des Löwen und der Auflösung seines Besitzes. Der Erbe des Herzogtums Westfalen, der Kölner Erzbischof Philipp I. von Heinsberg, erwarb zusätzlich noch die Herrschaften Löwensen und Oesdorf im heutigen Stadtgebiet von Bad Pyrmont und vergab sie als Lehen an den bisherigen Besitzer, einem Grafen von Schwalenberg. Für diesen wurde als neuer Sitz die Burg Pyrmont zur Sicherung des Emmertales zur Weser hin auf dem Schellenberg errichtet, die zur Hälfte aber dem Kölner Erzbischof als Herzog von Westfalen gehörte. Laut einer päpstlichen Bestätigung bestand die Burg schon 1184. Nach 1186 trennte sich die Pyrmonter Linie von den Schwalenberger Grafen, und ab 1222 führte sie ebenfalls den Grafentitel. Ab 1250 lagen die Grafen in Fehde mit dem Kölner Erzbischöfen, was zu einer vorübergehenden Inbesitznahme der Burg durch die Grafen führte. 1255 eroberte der Erzbischof die Burg wieder zurück und in einem Vergleich wurde der alte Status wieder hergestellt. Um 1262 verlegten die Grafen ihren Wohnsitz in die neu gegründete Stadt Lügde. In der Folge wurden wahrscheinlich die Edelherren zu Lippe mit der Burg belehnt. Die Zerstörung der Burg erfolgte zwischen 1276/77 und 1284 während einer Fehde zwischen den Edelherren und dem Kölner Erzbischof.
1824 wurde auf Veranlassung des Fürsten Georg Heinrich von Waldeck-Pyrmont aus Baumaterial der Burg der Schellenturm an der Südecke der Burganlage errichtet.

## Beschreibung
Die Burg liegt auf einem künstlich abgeflachten Bergsporn und ist zur Bergseite hin durch einen 20 m breiten und 13 m tiefen Halsgraben geschützt. Die ungefähr viereckige Hauptburg nimmt eine Fläche von ca. 67 × 75 m ein. Sie ist von einem noch max. 1,5 m hoch erhaltenen Wall umgeben, der im Westen teilweise zerstört ist. Im Kern des Walles steckt wahrscheinlich eine Bruchsteinmauer. Zudem ist die Burg außer im Südwesten von einem Graben mit Vorwall umgeben. Der Zugang erfolgte wahrscheinlich auch früher wie heute über die Südwestflanke. Der Aussichtsturm im Süden befindet sich wahrscheinlich an der Stelle eines Turmes der Ringmauer. Neben dem Aussichtsturm weist eine 19 m breite und über 2 m tiefe Senke auf eine Zisterne oder einen Keller hin. An der Nordostkante befindet sich ein 7 m hoher Schutthügel von 25–30 m Ausdehnung, an dessen Nordostseite die Mauerreste eines Rundturmes zutage treten. Ein zweiter, auch in alten Plänen verzeichneter Rundturm steckt wahrscheinlich unter einem kleineren Schutthügel im Südwesteck.
Die 60 × 60 m große Vorburg im Norden ist ebenfalls durch einen Abschnittsgraben geschützt, der hier 10–15 m Breite aufweist. Ein Schuttwall im Westen dürfte Mauerreste enthalten. Der Zugang dürfte sich ebenfalls im Südwesten befunden haben.

## Etymologie
Der Erzbischof von Köln nannte seine Burg zuerst „Petri mons“ (Berg des Apostels Petrus), was aber nicht namensprägend für Schell-Pyrmont war. Der Name Pyrmont soll dadurch entstanden sein, dass sich vor der christlichen Burg „Petri mons“ an gleicher Stelle bereits eine germanische Burg befand, um 810 erbaut vom Grafen von Peremunt, einem Sohn von Herzog Widukind. Im Zuge der Christianisierung wurde die Burg in Petri mons umbenannt, genannt Schell-Pyrmont, Pyrmont abgeleitet von Peremunt.